# Aleksander Schau
Aleksander Schau, född 1 november 1974, är en norsk mediepersonlighet, son till skådespelaren Finn Schau och bror till Kristopher Schau.
Schau har bland annat lett radioprogrammen FK Fotball (med Thomas Aune) och Karate (med brodern Kristopher) på NRK P3, och FC Football på norska TV2. Han har även medverkat i humor-tv-serien Oppgang B (1998) med brodern Kristopher.